# Comuna de Nakło nad Notecią
Nakło nad Notecią (polaco: Gmina Nakło nad Notecią) é uma gminy (comuna) na Polónia, na voivodia de Cujávia-Pomerânia e no condado de Nakielski. A sede do condado é a cidade de Nakło nad Notecią.
De acordo com os censos de 2004, a comuna tem 32 062 habitantes, com uma densidade 171,5 hab/km².

## Área
Estende-se por uma área de 186,97 km², incluindo:
- área agricola: 67%
- área florestal: 19%

## Demografia
Dados de 30 de Junho 2004:
|                      | Total   | Total | Mulheres | Mulheres | Homens  | Homens |
| -------------------- | ------- | ----- | -------- | -------- | ------- | ------ |
|                      | pessoas | %     | pessoas  | %        | pessoas | %      |
| População            | 32 062  | 100   | 16 604   | 51,8     | 15 458  | 48,2   |
| Densidade (pop./km²) | 171,5   | 100   | 88,8     | 88,8     | 82,7    | 82,7   |

De acordo com dados de 2005, o rendimento médio per capita ascendia a 1497,13 zł.

## Subdivisões
- Bielawy, Chrząstowo, Gorzeń, Gumnowice, Karnowo, Karnówko, Małocin, Michalin, Minikowo, Olszewka, Paterek, Polichno, Potulice, Rozwarzyn, Suchary, Ślesin, Trzeciewnica, Wieszki, Występ.

## Comunas vizinhas
- Białe Błota, Kcynia, Mrocza, Sadki, Sicienko, Szubin